# Phyllagathis brevipedunculata
Phyllagathis brevipedunculata är en tvåhjärtbladig växtart som beskrevs av Carlo Hansen. Phyllagathis brevipedunculata ingår i släktet Phyllagathis och familjen Melastomataceae. Inga underarter finns listade i Catalogue of Life.